# Ġemma Portelli
Ġemma Portelli (* 30. September 1932 in Valletta als Ġemma Schembri; † 21. Februar 2008 ebenda) war eine maltesische Schauspielerin.

## Biografie
Portellis Interesse am Theater begann bereits in jungen Jahren, als sie ihre eigene Bühne aufbaute und ihre eigenen Stücke aufführte. Ihr Debüt gab sie 1957 in Radju Muskettieri. Anschließend war siem1976 in der Fernsehserie F'Baħar Wieħed. 1980 trat Portelli in Fuq Tlieta Toqgħod il-Borma auf.
Zudem spielte sie Rollen am Royal Opera House, darunter Ġesù ta' Nazzarett, Is-Salib tal-Fidda und It-Tieġ ta' Karmena Abdilla. Nach dem Tod ihres Mannes Paul Portelli am 29. Januar 2001 begann sich ihr Gesundheitszustand auch zu verschlechtern. 2005 bekam Portelli eine Rolle in dem Film Angli: The Movie. 2007 bekam sie die Auszeichnung GO Malta Television Awards.
Portelli starb am 22. Februar 2008 im Alter von 75 Jahren. Die Trauerfeier fand am 24. Februar 2008 in der St. Joseph Parish Church in Msida statt. Portelli wurde in Paola auf dem Friedhof Santa Maria Addolorata, dem größten Friedhof Maltas, in einer Privatkapelle begraben.

## Filmografie (Auswahl)
- 1957: Radju Muskettieri
- 1976: F'Baħar Wieħed
- 1980: Fuq Tlieta Toqgħod il-Borma
- 2005: Angli: The Movie